# Deirdre Le Faye
Deirdre Le Faye est un écrivain et un critique littéraire de langue anglaise spécialiste de Jane Austen, dont elle a écrit la biographie de référence, Jane Austen: A Family Record. 
Elle a notamment travaillé pour le British Museum. Son intérêt pour Jane Austen est apparu très tôt, il y a une quarantaine d'années, alors qu'elle effectuait des recherches archéologiques dans un cimetière de Hampstead, où elle a découvert la tombe de Philadelphia Hancock, de sa fille Eliza, et du fils de cette dernière. Deirdre Le Faye vit à Portishead, dans le North Somerset, au Royaume-Uni. 